# Daniela Arias
Daniela Alexandra Arias Rojas (* 31. August 1994 in Bucaramanga) ist eine kolumbianische Fußballspielerin.

## Karriere

### Klub
Nach der Saison 2017/18 wechselte aus ihrer Heimat von Atlético Bucaramanga sie zum Studieren in die USA und spielte hierbei für die Ohio Valley Fighting Scots. Bereits im Januar 2019 kehrte sie aber schon wieder zurück in ihr Heimatland und spielte hier nun für Independiente Medellín. Von dort ging es für sie zur Saison 2020/21 dann weiter zu Junior de Barranquilla und nach wiederum hiervon nach einem halben zu América de Cali.
Im Oktober 2021 wechselte sie dann zu Independiente Santa Fe, wo sie aber nur bis zum Ende des Jahres spielte. Danach schloss sie sich in Mexiko dem CF Pachuca an, für den sie über das laufende Jahr aktiv war. Seit Anfang 2023 ist sie wieder zurück in Kolumbien und spielt hier nun wieder einmal für América de Cali.

### Nationalmannschaft
Für die kolumbianische A-Nationalmannschaft hatte sie ihr Debüt im Jahr 2018. Hier stand sie auch im Kader bei der Copa América 2018, kam jedoch lediglich im letzten Gruppenspiel gegen Peru zum Einsatz, hier stand sie aber auch zumindest gleich in der Startelf. 
Danach nahm sie aufgrund der COVID-19-Pandemie, erst mit der Copa América 2022 an ihrem ersten nächsten großen Turnier mit teil. Hier kam sie nun in jeder Partie zum Einsatz und erzielte in der Gruppenphase auch zwei Tore. Am Ende verlor man hier das Finale aber gegen Rekordmeister Brasilien mit 0:1. Mit dem Finaleinzug gelang aber zumindest auch die Qualifikation für die Weltmeisterschaft 2023.
Sie wurde für die WM-Endrunde 2023 in Australien und Neuseeland nominiert, in jedem der fünf Spiele ihres Teams eingesetzt und schied mit der Mannschaft im Viertelfinale gegen die Engländerinnen aus.

## Erfolge
Corinthians
- CONMEBOL Copa Libertadores: 2024
- Brasilianische Meisterschaft: 2024

Auszeichnungen
- Bola de Prata: Auswahlmannschaft Série A 2024[3]